# Senioren-Convent zu Clausthal
Der Senioren-Convent zu Clausthal ist der Zusammenschluss der Corps des Weinheimer Senioren-Convents an der Technischen Universität Clausthal. Dem Senioren-Convent gehören das Corps Hercynia Clausthal, das Corps Montania Clausthal und das Corps Borussia Clausthal an.

Hercynia
Montania
Borussia

## Geschichte der Hochschule
Nach Gründung der Bergakademie Schemnitz in Ungarn (1763) und der Bergakademie Freiberg in Sachsen (1765) wuchs der Druck auf die Behörden des Harzer Bergbaus, bessere Ausbildungsmöglichkeiten für die hier beschäftigten Bergleute zu schaffen. In der Folge gründete Claus Friedrich von Reden, Kurfürstlich Hannoverscher Berghauptmann zu Clausthal, im Jahre 1775 eine „Steigerschule für Berg- und Hüttenleute“. In der Zeit der französischen Besatzung wurde hieraus 1811 die „Bergschule der Harzdivision zu Clausthal“, die nach 1815 vom Königreich Hannover weitergeführt wurde. In den Jahren von 1821 bis 1844 war der Bergschule eine Forstlehranstalt angegliedert, die 1844 abgetrennt und nach Hannoversch Münden verlegt wurde. König Georg V. von Hannover erhob die Bergschule 1864 zur Bergakademie. Anfang der 1960er Jahre wurde das Leistungsangebot der Bergakademie Clausthal beträchtlich erweitert, indem viele bisherige Begleitfächer zu Hauptstudiengängen ausgebaut wurden. 1966 wurde die Bergakademie zur Technischen Hochschule und 1968 zur Technischen Universität Clausthal erhoben.

## Gründung des SC und Betrieb bis 1914
Auch nach der Erhebung der Bergschule zur Bergakademie galt weiterhin die Bergschulordnung von 1859, die den Zusammenschluss zu „Corps-Verbindungen oder Landsmannschaften“ verbot. Als erste Studentenverbindungen waren 1856 eine „Cheruskia“ und 1861 ein „Corps Rhenania“ gegründet worden, die aber beide nach kurzer Zeit verboten wurden und so wieder aufgegeben werden mussten. Diese restriktive Haltung der Hochschulleitung führte dazu, dass ein Teil der Studenten an die anderen Bergakademien in Freiberg und Berlin abwanderten, da dort ihrer Meinung nach die akademische Freiheit eher gewährleistet war.
Am 19. April 1866 wurde das heutige Corps Hercynia gegründet. In der Verfassung hatte man bereits den Charakter einer schlagenden Verbindung festgelegt, in der Öffentlichkeit trat man aber unter dem Tarnnamen „Verbindung zur Beförderung der Gemütlichkeit und Einigkeit unter den Mitgliedern“ auf. Als man sich im Mai 1867 auch öffentlich zum „Corps Hercynia“ erklärte, ordnete Bergrat Roemer, der Direktor der damaligen Bergakademie, am 4. Juli 1867 die Auflösung der Verbindung an. Erst ein Einspruch der Hercynen, der von der gesamten Professorenschaft unterstützt wurde, führte zu einem Umdenken, da man befürchtete, dass sonst noch mehr Studierende an andere Hochschulen abwandern würden. Das Verbot von mensurbeflissenen Verbindungen wurde daher am 27. Oktober 1867 endgültig aufgehoben.
Noch vor der Aufhebung dieses Verbotes hatte sich am 7. Mai 1867 in Clausthal der „Verein zum lustigen Arschleder“ aufgetan. Dessen Mitglieder bestätigten in vertraulichen Gesprächen gegenüber den Hercynen ihre Absicht, sich als Corps aufzutun. Dies geschah am 11. Juli 1868, zunächst unter dem Namen Montana und mit den Farben „Schwarz-Grün-Gold“. Das Corps nahm 1870 den Namen „America“ und die Farben „Blau-Weiß-Rot“ an, änderte 1872 seinen Namen in „America-Montana“ und führt seit 1883 den heutigen Namen „Montania“.
Um ein Gremium zur Schlichtung von Streitigkeiten unter den Studierenden zu schaffen, wurde am 23. November 1867 nach Göttinger Vorbild eine „Art Senioren-Convent“ gegründet. Diesem Gremium gehörten die drei Chargierten des Corps Hercynia sowie die Vorsitzenden des „Vereins zum lustigen Arschleder“ an. Als sich am 11. Juli 1868 das heutige Corps Montania konstituierte, schlossen sich die beiden Corps zum Clausthaler Senioren-Convent zusammen.
Als drittes Corps an der Bergakademie Clausthal wurde am 25. Oktober 1875 das Corps Borussia als zunächst freie Verbindung gegründet. Borussia wurde am 14. Mai 1891 als renoncierendes und am 11. Februar 1892 als stimmberechtigtes Corps in den Clausthaler SC aufgenommen. Ab 1903 bestand der SC nur noch aus zwei Corps, da das Corps Borussia am 14. März 1903 nach Aachen und von dort am 20. April 1907 nach München wechselte. Im Oktober 1920 kehrte Borussia wieder nach Clausthal zurück.
Am 22. Mai 1874 wurden die drei Corps des Clausthaler SC auf Vermittlung des Freiberger SC in den WSC aufgenommen. 1883 löste der WSC sich auf, als es wegen des an den Bergakademien Clausthal und Freiberg fehlenden Maturitätsprinzips zu Streitigkeiten gekommen war. Die anderen Hochschulen gründeten den WSC im folgenden Jahr neu, während der alte WSC von den Clausthalern und Freibergern noch bis 1889 weitergeführt wurde. Erst nachdem 1905 durch einen Ministererlass das Maturitätsprinzip auch für die Bergakademie Clausthal eingeführt worden war, wurde der Clausthaler SC wieder in den WSC aufgenommen.

## Betrieb des SC seit 1919
Während des Ersten Weltkrieges ruhte der Vorlesungsbetrieb der Bergakademie, die Corps und der SC waren in dieser Zeit suspendiert. Zum 1. Januar 1919 wurden der Hochschulbetrieb wieder aufgenommen, damit endete auch die Suspension der Corps. Im Oktober 1920 kehrte nach 17-jähriger Abwesenheit das Corps Borussia wieder nach Clausthal zurück, so dass der SC jetzt wieder aus drei Corps bestand.
Ab 1933 übten die NSDAP und ihre Gliederungen zunehmend Druck auf die Studentenverbindungen aus. Deren Mitglieder mussten dem Nationalsozialistischen Deutschen Studentenbund (NSDStB) beitreten, der Corpsbetrieb wurde weitgehend durch Schulungs- und Kameradschaftsabende der SA verdrängt. Unter dem Druck des NSDStB löste der WSC sich am 20. Oktober 1935 auf, dem folgten die Clausthaler Corps am 6. November 1935. Die Studenten wurden in einer Kameradschaft des NSDStB zusammengefasst. Aus der Teilung dieser „Urkameradschaft“ – diese hatte inzwischen zu viele Mitglieder – ging 1937 die „Kameradschaft III“ hervor, die aus den Angehörigen der drei ehemaligen Corps bestand. Diese „K III“ wurde nach Kurt Elliesen benannt, einem Clausthaler Hercynen, der 1921 im Kampf gegen Insurgenten gefallen war. Treffpunkt war das Haus des ehemaligen Corps Borussia.
Nach Ende des Zweiten Weltkrieges waren in Clausthal neben reinen Interessenvertretungen, wie z. B. dem AStA, zunächst nur Freundschaftsbünde erlaubt. Als ein solcher wurde im Juli 1946 der „Bergakademische Verein“ als Nachfolger der Kameradschaft III gegründet. Aus diesem restituierte zum Wintersemester 1950/51 als erstes das Corps Montania, während die beiden anderen Corps zunächst gemeinsam unter dem Namen „Hercynia-Borussia“ aufmachten. Im Frühjahr 1952 wurde aus dieser Verbindung das alte Corps „Borussia“ restituiert und zum 21. Juni 1952 nahm das verbliebene Corps „Hercynia-Borussia“ wieder den alten Namen „Hercynia“ an. Mit diesen drei Corps besteht der Clausthaler SC auch heute.